# Arena da Amazônia
Die Arena da Amazônia ist ein Fußballstadion in der brasilianischen Stadt Manaus im Bundesstaat Amazonas. Die Fußballarena bietet auf den überdachten Rängen 44.310 Sitzplätze und ist die Heimspielstätte des Fußballvereins Nacional FC. Der Manaus FC nutzt die Arena vereinzelt für ihre Heimspiele. Es war Austragungsort von vier Begegnungen der Fußball-Weltmeisterschaft 2014 und eines von sieben Stadien der beiden Fußballturniere der Olympischen Sommerspiele 2016 in Rio de Janeiro. Neben dem Stadion befindet sich die Mehrzweckhalle Arena Poliesportiva Amadeu Teixeira.

## Geschichte
Die Arena wurde 2009 vom deutschen Architekturbüro Gerkan, Marg und Partner (gmp) in einer Arbeitsgemeinschaft mit dem Ingenieurbüro Schlaich Bergermann und Partner (sbp) entworfen. An seinem Standort befand sich bis 2010 das 1970 fertiggestellte Estádio Vivaldo Lima (bekannt als Vivaldão), das für den Neubau abgerissen wurde.
Das Stadion steht wegen seiner fraglichen Nachhaltigkeit bis heute in der Kritik. Für die Nutzung nach der Fußball-Weltmeisterschaft 2014 gab es zunächst keine Pläne, da der WM-Spielort Manaus über kein oberklassiges Fußballteam verfügt. In die weitere Infrastruktur der Stadt wurde bis zur WM 2014 nur minimal (wie in einen neuen Flughafen) investiert, viele Projekte mussten aufgrund von Zeitmangel verschoben werden. Bei Protesten während des FIFA-Konföderationen-Pokal 2013 kam es in Manaus zu Demonstrationen gegen das Stadion. Auch bei den Trainern der teilnehmenden WM-Teams, wie etwa Ottmar Hitzfeld, stand der Austragungsort in der Kritik, da das tropische Klima den Spielern extreme körperliche Anstrengungen abverlangte.
Bis Anfang Februar 2014 starben bei den Bauarbeiten an der Arena vier Arbeiter, weswegen Beschäftigte die Arbeit niederlegten. Dadurch konnte die Fertigstellung bis Mitte Februar nicht eingehalten werden.
Nach fast vierjähriger Bauzeit wurde am 9. März 2014 die Eröffnung gefeiert. Das Pokalspiel zwischen dem Nacional FC und dem Clube do Remo (2:2) verfolgten rund 20.000 Zuschauer, da nur der Unterrang für die Zuschauer freigegeben wurde. Die Baukosten beliefen sich auf insgesamt 669,5 Mio. R$ (rund 127 Mio. Euro).
Die Copa Libertadores Femenina 2018 fand in zwei Stadien in Manaus statt. Bis auf vier Gruppenspiele, um den Spielfeldrasen zu schützen, wurden 18 Partien in der Arena da Amazônia ausgetragen.
Anfang 2023 stellte das Energieversorgungsunternehmen Amazonas Energia den Strom im Stadion und der benachbarten Mehrzweckhalle ab. Der Grund sind unbezahlte Rechnungen, die bis in das Jahr 2016 zurückreichen. Die Schulden belaufen sich auf über 39 Mio. R$ (rund sieben Mio. €). Es wurde zwei Mal verhandelt und eine vorherige Benachrichtigung der Abschaltung erteilt.

## Spiele der Fußball-Weltmeisterschaft 2014
Während der Weltmeisterschaft fanden folgende Spiele im Stadion statt.
|                                                                                                   |   |          |           |
| Sa., 14. Juni 2014 um 18:00 Uhr (So., 15. Juni 2014 um 00:00 Uhr MESZ) Gruppe D, 39.800 Zuschauer |   |          |           |
| England                                                                                           | – | Italien  | 1:2 (1:1) |
| Mi., 18. Juni 2014 um 18:00 Uhr (Do., 19. Juni 2014 um 00:00 Uhr MESZ) Gruppe A, 39.982 Zuschauer |   |          |           |
| Kamerun                                                                                           | – | Kroatien | 0:4 (0:1) |
| So., 22. Juni 2014 um 18:00 Uhr (Mo., 23. Juni 2014 um 00:00 Uhr MESZ) Gruppe G, 40.123 Zuschauer |   |          |           |
| Vereinigte Staaten                                                                                | – | Portugal | 2:2 (0:1) |
| Mi., 25. Juni 2014 um 16:00 Uhr (22:00 Uhr MESZ) Gruppe E, 40.322 Zuschauer                       |   |          |           |
| Honduras                                                                                          | – | Schweiz  | 0:3 (0:2) |

## Fußballspiele bei den Olympischen Sommerspielen 2016
Zwei Begegnungen des Frauenturniers (Gruppe E und G) und vier Partien des Männerturniers der Gruppe B wurden in Manaus ausgetragen.
- Männer

|                                                                                    |   |           |           |
| Do., 4. August 2016 um 18:00 Uhr (Fr., 00:00 Uhr MESZ), Gruppe B, 40.996 Zuschauer |   |           |           |
| Schweden                                                                           | – | Kolumbien | 2:2 (1:1) |
| Do., 4. August 2016 um 21:00 Uhr (Fr., 03:00 Uhr MESZ), Gruppe B, 29.996 Zuschauer |   |           |           |
| Nigeria                                                                            | – | Japan     | 5:4 (3:2) |
| So., 7. August 2016 um 18:00 Uhr (Mo., 00:00 Uhr MESZ), Gruppe B, 23.892 Zuschauer |   |           |           |
| Schweden                                                                           | – | Nigeria   | 0:1 (0:1) |
| So., 7. August 2016 um 21:00 Uhr (Mo., 03:00 Uhr MESZ), Gruppe B, 26.603 Zuschauer |   |           |           |
| Japan                                                                              | – | Kolumbien | 2:2 (0:0) |

- Frauen

|                                                                                    |   |                    |           |
| Di., 9. August 2016 um 18:00 Uhr (Mi., 00:00 Uhr MESZ), Gruppe G, 30.557 Zuschauer |   |                    |           |
| Kolumbien                                                                          | – | Vereinigte Staaten | 2:2 (1:1) |
| Di., 9. August 2016 um 21:00 Uhr (Mi., 03:00 Uhr MESZ), Gruppe E, 38.415 Zuschauer |   |                    |           |
| Südafrika                                                                          | – | Brasilien          | 0:0       |

## Galerie

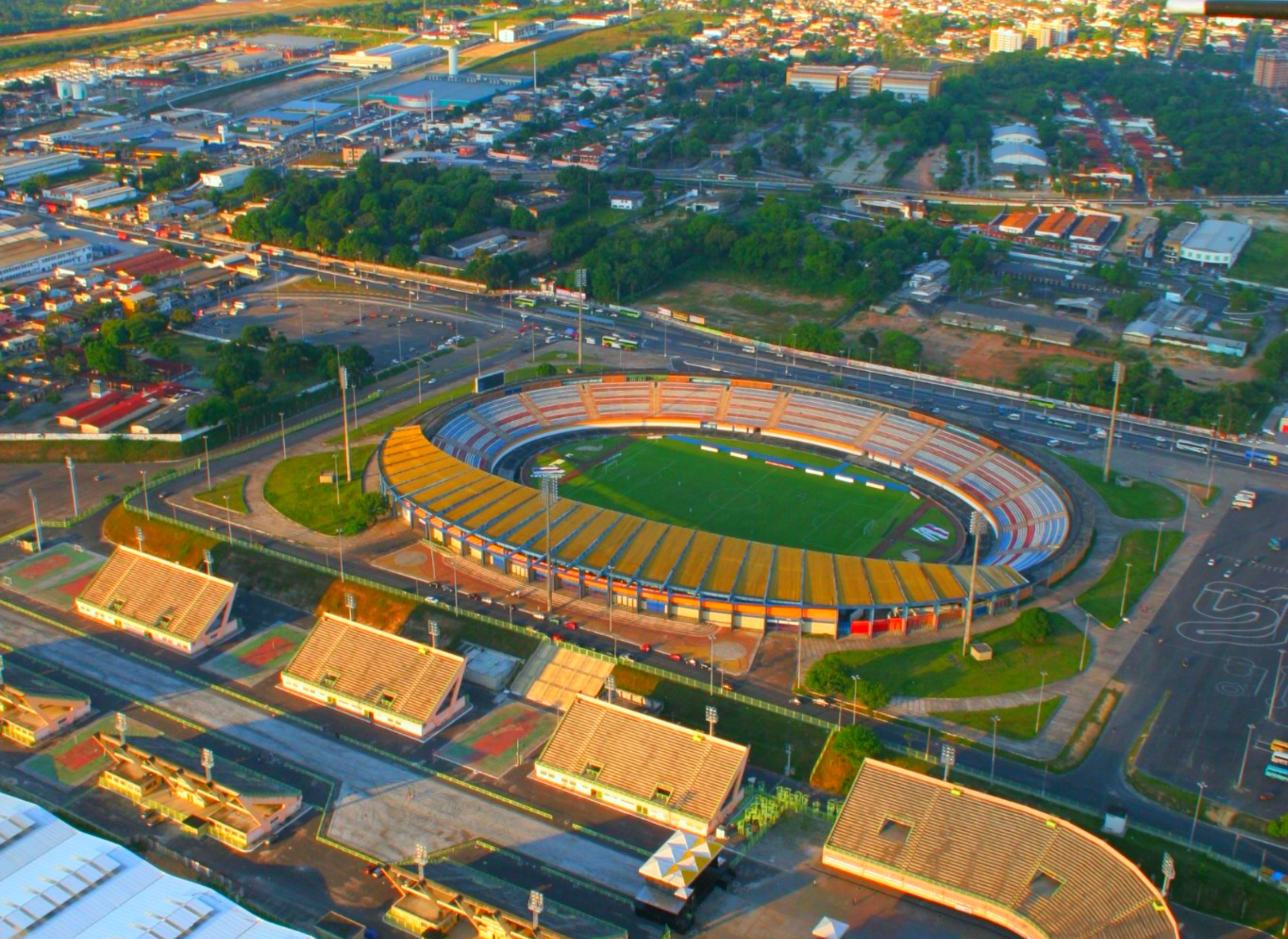
Das frühere Estádio Vivaldo Lima (Vivaldão) im Jahr 2005
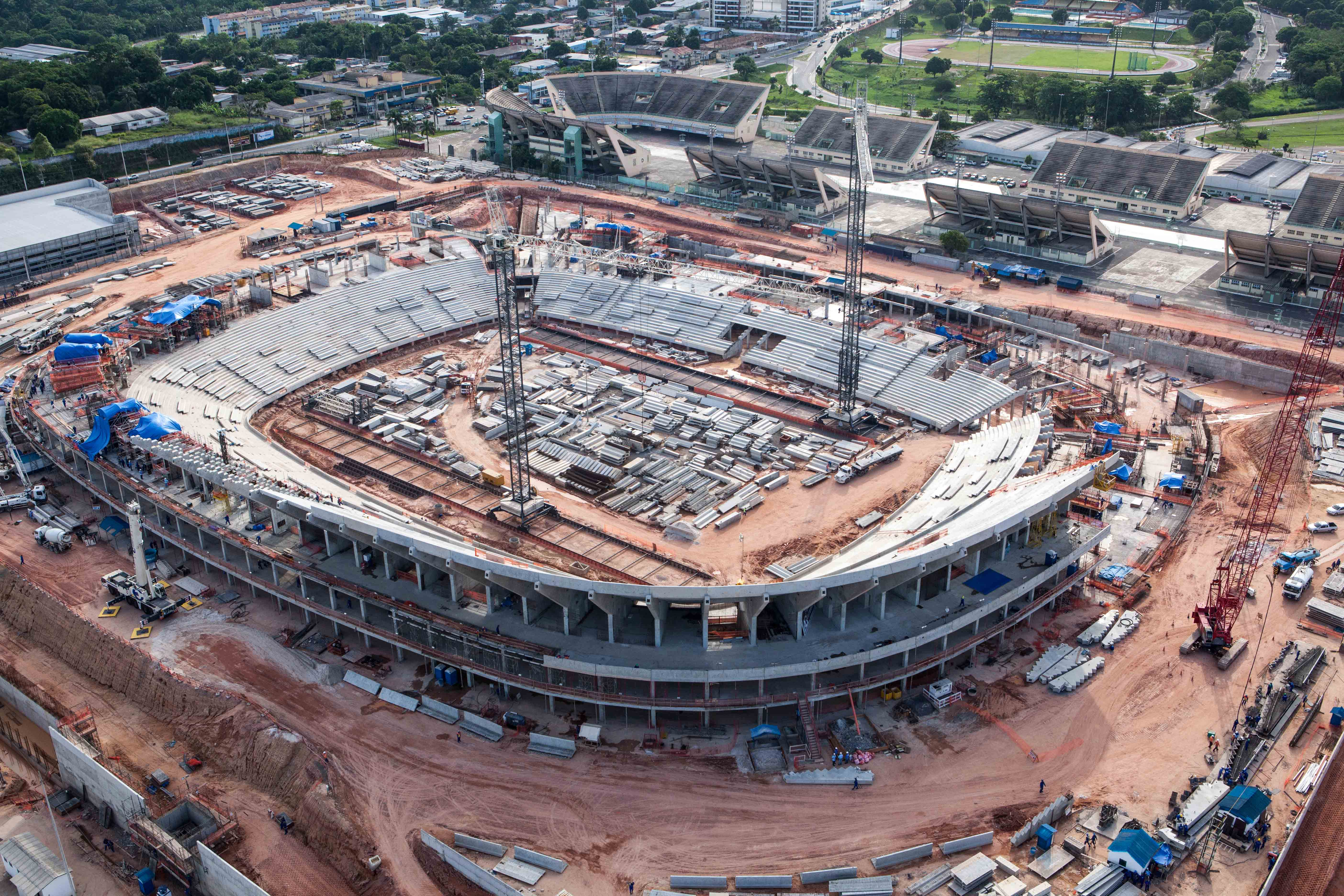
Die Baustelle im Dezember 2012
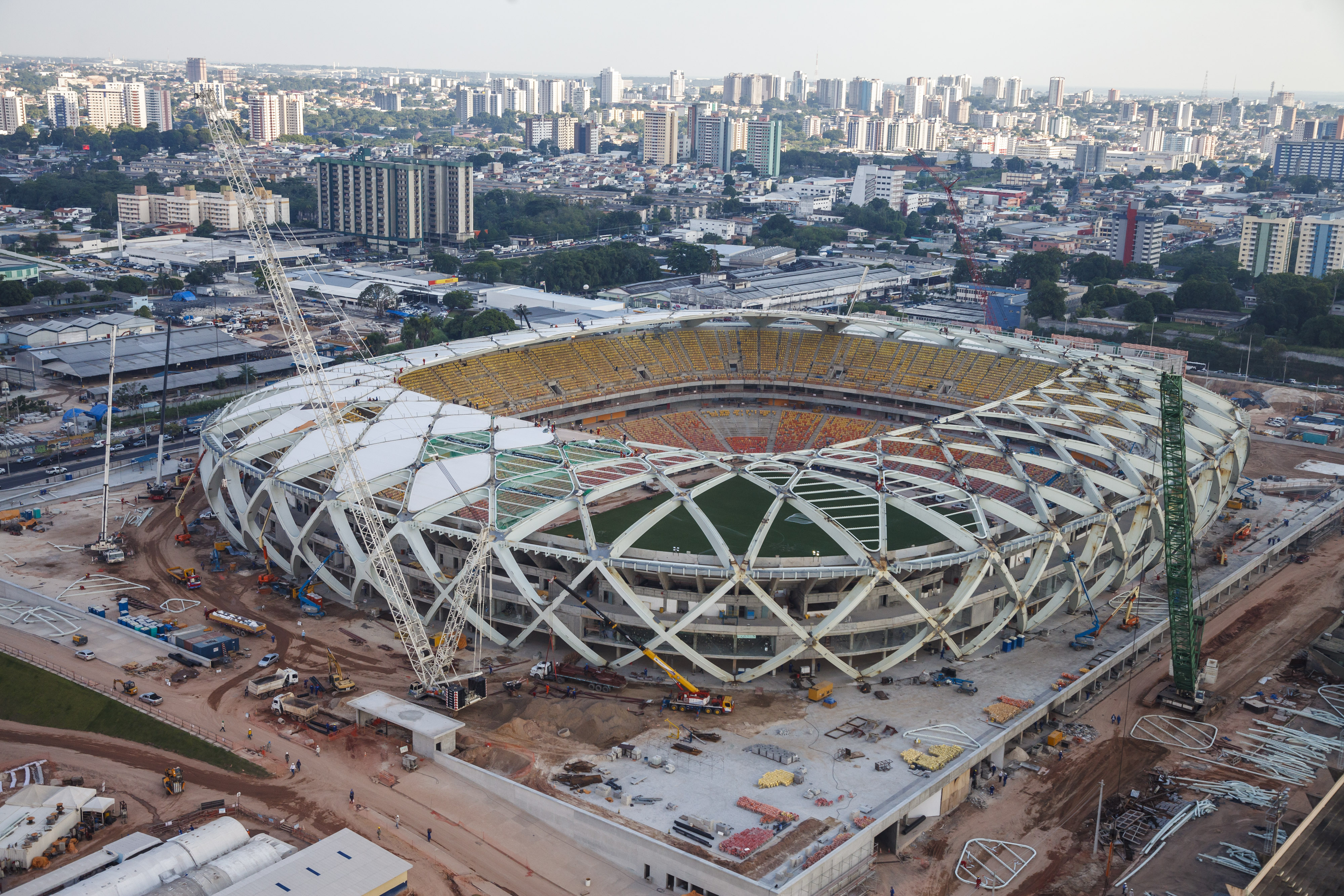
Die Baustelle im Dezember 2013
Die Baustelle 2014
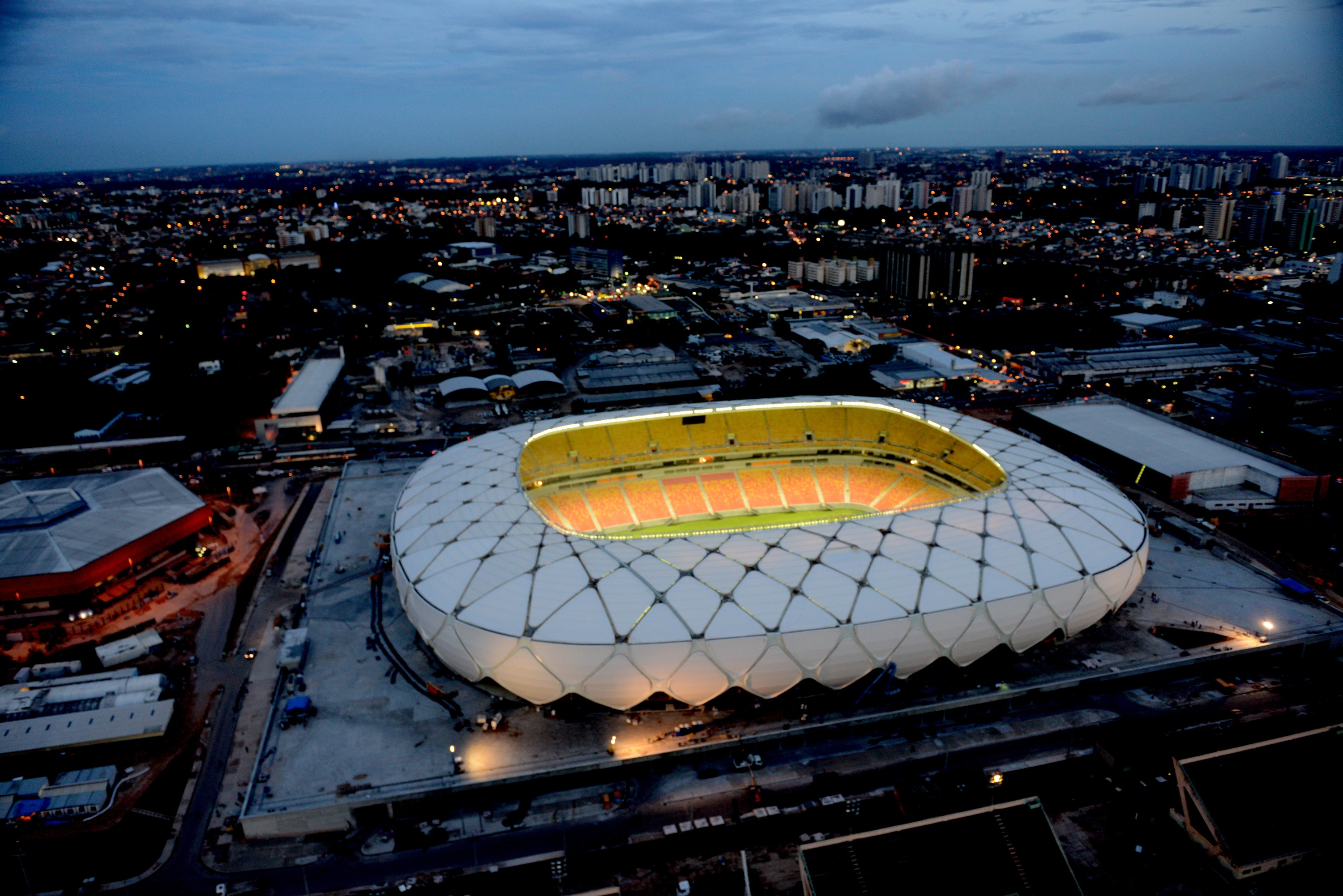
Die Arena in der Abenddämmerung (Februar 2014)
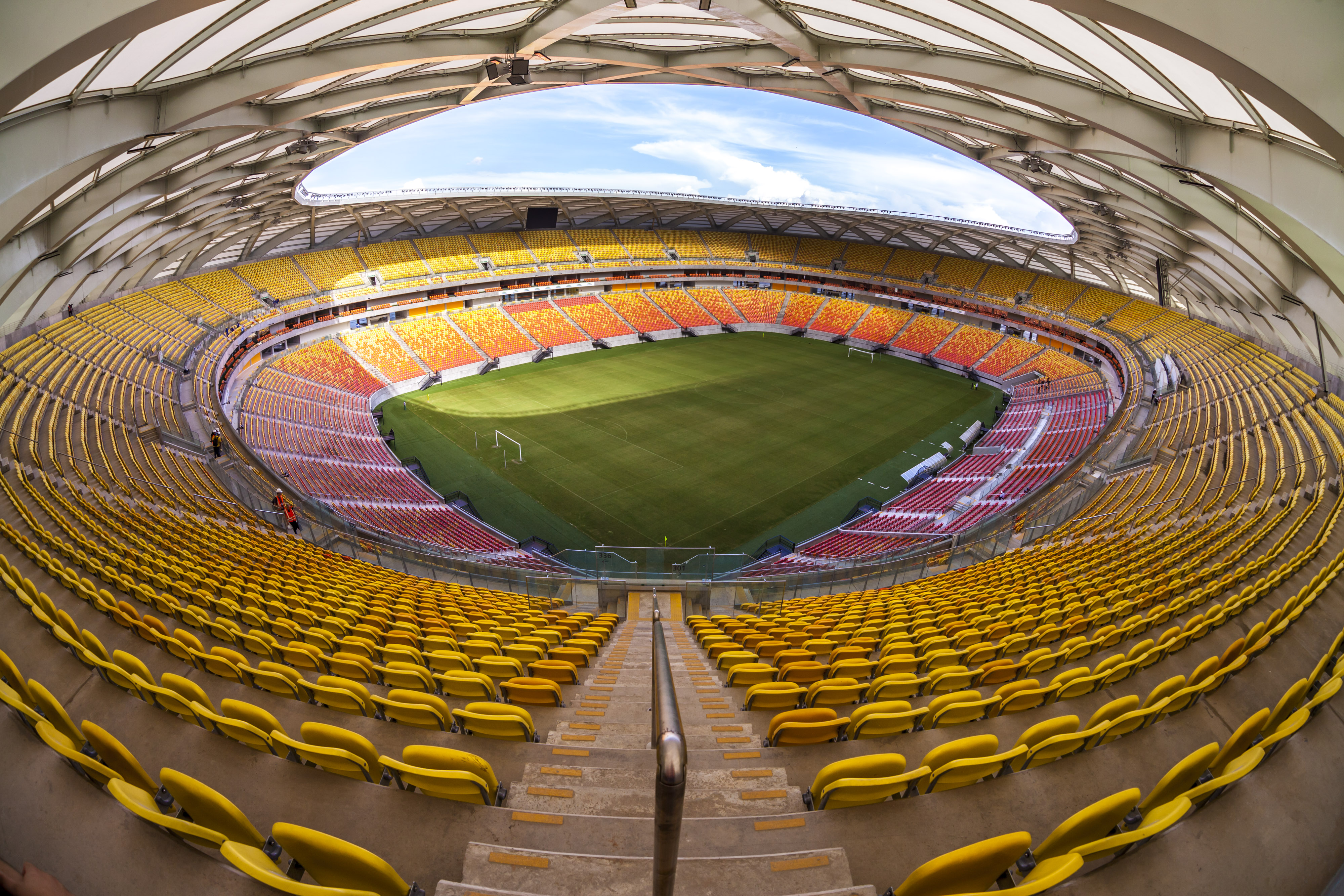
Blick in die Arena da Amazônia (April 2014)